# 1976年夏季残疾人奥林匹克运动会西班牙代表团
1976年夏季残疾人奥林匹克运动会西班牙代表团是西班牙派出的1976年夏季残疾人奥林匹克运动会代表团。获得4枚金牌、6枚银牌和2枚铜牌。